# Henry Danger
Henry Danger è una sitcom statunitense creata da Dan Schneider e Dana Olsen, trasmessa negli Stati Uniti su Nickelodeon dal 2014 al 2020 e in Italia dal 2015 al 2020 con il suo ultimo episodio "Il destino di Danger (parte seconda)", trasmessi sempre su Nickelodeon.
Dalla serie è stata tratta una serie animata, Le avventure di Kid Danger, e uno spin-off Danger Force.

## Trama
Henry Hart è un adolescente che vive e studia nella città di Swellview insieme alla sua famiglia ed è alla ricerca di un lavoro. Si reca quindi al negozio "Junk'N'Stuff" credendo di dover fare il commesso e invece fa conoscenza con Ray Manchester, che si mostra davanti a lui come "Capitan Man”, supereroe cittadino la cui identità è segreta, che lo assume come suo assistente segreto col nome di Kid Danger dopo fatto un giuramento, alla condizione di non rivelare a nessuno la sua vera identità. Il segreto però viene scoperto dai due migliori amici di Henry, in particolare da Charlotte, nel quarto episodio della prima stagione, da Jasper, nel finale della seconda,da sua sorella Piper nel ventitreesimo episodio della quinta stagione e dai genitori nel penultimo. La base segreta, la Mancaverna, che viene gestita dal geniale quanto strambo scienziato Schwoz dal decimo episodio, il quale ne creò ben dieci, si trova sotto il negozio e vi si accede con un ascensore. La serie segue quindi le vicende di Capitan Man e Kid Danger nella loro lotta al crimine contro strampalati criminali e con situazioni che spesso li mettono in imbarazzo e formeranno un team formato da loro e Jasper, Charlotte e Schwoz.

## Personaggi e interpreti

### Personaggi principali
- Henry Prudence Hart / Kid Danger (stagioni 1-5), interpretato da Jace Norman, doppiato da Riccardo Suarez.
È in segreto il braccio destro di Capitan Man. Nel corso della serie si innamorerà di tre ragazze: Chloe, Bianca e Veronika per poi fidanzarsi con Bianca. I suoi migliori amici sono Charlotte, la prima a scoprire la sua identità segreta, e Jasper, che lo scoprirà alla fine della seconda stagione. È molto legato alla sua famiglia, specialmente alla sua sorellina Piper, con cui litiga in diverse occasioni. Nella seconda stagione, Schwoz lo renderà indistruttibile con lo stesso metodo utilizzato dal padre di Ray, ma deciderà di tornare normale per via degli effetti collaterali. Nella terza stagione invece, acquisirà il potere dei riflessi super veloci e prenderà il brevetto di volo per gli elicotteri ma nella stagione 5 perde i suoi poteri per colpa di Rick Twitler. Negli episodi finali, lascerà il lavoro ("The Beginning Of The End "). Rivelerà il suo segreto anche ai suoi genitori (dopo che anche Piper l'ha scoperto nelle puntate precedenti). Nell'episodio ("The Fate Of Danger: Part 2") lui, Jasper e Charlotte andranno in Dystopia, dove combatteranno il crimine, dopo che lui e Ray hanno sconfitto Drex. Sempre nell'ultimo episodio acquista il potere di generare un campo di forza fatto di energia verde dall'arma usata per sconfiggere Drex; la stessa arma darà i poteri anche ai nuovi 4 assistenti di Capitan Man.
- Ray Manchester / Capitan Man (stagioni 1-5), interpretato da Cooper Barnes, doppiato da Nanni Baldini. 
È il supereroe che combatte il crimine nella città di Swellview insieme al suo assistente Kid Danger. Quando aveva 8 anni divenne indistruttibile a causa di un incidente provocato da un'invenzione fatta da suo padre, il "Trans-Molecular Densitizer", concepito per la produzione di vetro indistruttibile. Ha una cotta per la madre di Henry. Nel quinto episodio della prima stagione si scopre che l'unica sostanza che può renderlo vulnerabile sono le lacrime degli Allegri Maggiolini, che si nutrono di fiocchi di pesce giapponesi. Nella stagione 5 lui ed Henry sconfiggeranno Drex, e alla fine avrà dei nuovi aiutanti (poiché Henry è andato in Dystopia).
- Charlotte Page (stagioni 1-5), interpretata da Riele Downs, doppiata da Agnese Marteddu. 
È una ragazzina molto intelligente e astuta che riesce a cavarsela in ogni situazione. Nel 4ºepisodio della 1 stagione scopre il segreto di Henry e inizia lavorare per il Junk'N'Stuff (e quindi per Capitan Man). Anche se non vogliono ammetterlo, spesso Ray ed Henry sarebbero persi senza il suo aiuto. Nel finale della stagione 5 insieme a Jasper ed Henry andrà in Dystopia e sembra che avrà i poteri di un robot.
- Jasper Dunlop (stagioni 1-5), interpretato da Sean Ryan Fox, doppiato da Francesco Ferri. 
È il migliore amico di Henry. È un ragazzo ingenuo con una forte passione per i secchi a tal punto di averne una propria collezione fino alla 3 stagione. È spesso vittima degli scherzi di Piper. Durante la prima stagione si fidanza con Courtney, per poi lasciarla quando, grazie all'aiuto di Henry e Charlotte, scopre che è una pazza psicopatica. Scoprirà il segreto di Henry alla fine della seconda stagione (2;19) a causa di un equivoco e nella terza stagione (3;1) inizierà a lavorare per il Junk'n' Stuff e per Capitan Man. Nel finale della stagione 5 insieme ad Henry e Charlotte andrà in Dystopia e ha il "potere" di combattere e parlare spagnolo durante il sonno.
- Piper Hart (stagioni 1-5), interpretata da Ella Anderson, doppiata da Arianna Vignoli. 
È la sorella minore di Henry. È una ragazzina molto ostile e prepotente, interessata solo all'opinione pubblica sui social network. Le sue frasi più frequenti sono "Questo non è affatto giusto" e "Non sto affatto bene" (specialmente nelle prime tre stagioni). In seguito, grazie al suo intervento contro un criminale, diventa la presidentessa dei Man Fans, un fanclub di Capitan Man e Kid Danger. Le sue migliori amiche sono Jessica e Marla. Nella terza stagione avrà il suo primo appuntamento con un ragazzo che poi scapperà con Jasper e una ragazza parente alla signora Shapen. Nella seconda stagione ottiene per errore la patente di guida. Negli episodi 23-24 della stagione 5 scopre i segreti di Henry e Ray. Nel finale della stagione 5 andrà in un college e se ne andrà da Swellview. Ha avuto una cotta per Kid Danger prima di scoprire che è suo fratello.
- Schwoz Schwartz (secondario stagioni 1-4, principale stagione 5), interpretato da Michael D. Cohen, doppiato da Luigi Ferraro. 
È lo scienziato che ha progettato la Man Caverna e che, nonostante un'iniziale reticenza iniziale di Ray (dovuta al fatto che anni addietro gli soffiò la ragazza) la gestisce e ripara (s.1ep10). Ha una sorella di nome Winnie. Nell'episodio Capitan Idiota si scoprirà che non è autorizzato a guidare di notte, visto che non vede nulla. È fidanzato con Gherta, un androide mutaforme che libererà nel corso della seconda stagione che, per volontà dell'androide, si trasformerà un uccello. Nell'episodio 14 della stagione 4 si scopre che il suo nome significa Bella Bocca. Nel finale della stagione 5 insieme a Ray andrà alla Swellview Academy For The Gifted dove insegneranno alla Danger Force come essere eroi.

### Personaggi secondari
- Jake Hart (stagioni 1-5), interpretato da Jeffrey Nicholas Brown, e doppiato da Edoardo Stoppacciaro.
È il padre di Henry e Piper. Contrariamente alla moglie non è molto rispettato dai figli, soprattutto da Piper che certe volte non lo considera neanche. Nel finale della stagione 5 scopre che Henry è Kid Danger, anche se all'inizio non lo credeva.
- Kris Hart (stagioni 1-4, ricorrente st.5), interpretata da Kelly Sullivan, doppiata da Jolanda Granato.
È la madre di Henry e Piper. Capitan Man prova una forte attrazione per lei che viene ricambiata solo come profonda ammirazione da supereroe. È la figura maggiormente rispettata della famiglia Hart, soprattutto per il suo modo di fare autorevole che riesce a calmare Piper dai suoi stati di ira. Nel finale della stagione 5 scopre che Henry è Kid Danger, anche se all'inizio non ci credeva proprio come il marito.
- Gooba Gooch (stagione 1), interpretato da Duncan Bravo, doppiato da Paolo Marchese. 
È il cassiere del "Junk N' Stuff" che lavora per Capitan Man. Avvisa Ray per eventuali problemi a Swellview. Ha una pianta carnivora chiamata Omar e a volte prova ad inventare strani aggeggi che però non funzionano quasi mai.
- Bork (stagioni 1-4), interpretato da William Romeo. 
È uno degli assistenti di Capitan Man. È molto forte e muscoloso, non parla mai ed emette grugniti e gesti per far capire alla gente cosa vuole dire.
- Oliver Pook (stagioni 1-4), interpretato da Matthew Zhang, doppiato da Daniele De Ambrosis
È uno strano ed eccentrico ragazzo di fattezze orientali. Non mostra mai alcuna emozione o stato d'animo e mangia insetti insieme a Sydney. Sembra che sia omosessuale e fidanzato con Sydney (come capito in Live & Dangerous, speciale della terza stagione). Rimarrà intrappolato nel portale interdimensionale di Bill Evil.
- Sydney Birnbaum (stagioni 1-4), interpretato da Joe Kaprielian, doppiato da Tommaso Di Giacomo
È il miglior amico di Oliver e rispetto a lui, è molto più aperto ed esprime maggiormente le sue emozioni. Venne accusato alle elementari, insieme ad Oliver, di mangiare gli insetti che venivano tenuti in classe. Ha un'attrazione poco nota per Chloe. Sembra che sia omosessuale e fidanzato con Oliver  (come capito in Live & Dangerous, speciale della terza stagione).
- Miss Sharona Shapen (stagioni 1-5), interpretata da Jill Benjamin, doppiata da Francesca Guadagno (stagioni 1-2).
È la professoressa di storia alla Swellview Junior High. È molto severa, e molto spesso riversa la sua rabbia nelle delusioni d'amore nei confronti degli studenti. Verrà licenziata dalla Swellview Junior High (detto in una puntata della "Danger Force")
- Bianca (stagioni 1-2), interpretata da Maeve Tomalty, doppiata da Sara Labidi. 
È una ragazza che prova molta attrazione per Henry, si fidanza con lui dall'episodio "My Phony Valentine" e si lasciano due volte. Si fidanza con Blake per poi tornare insieme ad Henry. Dall'episodio Danger & Thunder sarà come Chloe una protagonista di reality nei boschi.
- Mitch Bilsky (stagioni 1-5), interpretato da Andrew Caldwell, doppiato da Federico Bebi (st.1x15) e Federico Boccanera (st.1x16+). 
È un bullo della scuola frequentata da Henry; nonostante ne sia intimorito e in netta minoranza fisica, spesso Henry si confronta con lui. Ha una cotta poco nota per Bianca. In un episodio della stagione 5 si scoprirà che è parente di Jeff, il criminale più ingenuo di Swellview.
- Chloe Hartman (stagioni 1, guest star 2), interpretata da Jade Pettyjohn, doppiata da Sara Labidi. 
È una ragazza a cui Henry dava buca per lavorare con Ray. Riappare nella seconda stagione per contendersi il cuore di Henry insieme a Bianca e Veronika. Lei e Henry sono fidanzati da prima che trovasse lavoro al Junk'n Stuff ma da quando lui ha iniziato a lavorare non si sono più visti. Dall'episodio 15 sarà una protagonista di reality nei boschi. Ha una cotta per Kid Danger.
- Veronika (guest stagioni 1-2), interpretata da Madison Iseman, doppiata da Lucrezia Marricchi.
È una ragazza che faceva parte dei WallDogs, una gang di graffitari, conobbe Henry (nelle vesti di Kid Danger) che si innamorò di lei, tanto da mettersi contro Capitan Man e unirsi a loro, anche quando tornerà al bene, la lascerà scappare, evitandole la prigione. Continueranno a vedersi, con la condizione di non fare più graffiti, infine Henry la lascerà perché si rende conto di provare dei sentimenti per Bianca e perché lei era la "Nonna Pazza" che picchiava sempre Capitan Man.
- Winnie (stagioni 1-5): è la sorella di Schwoz e assomiglia molto a un cavallo e per l'appunto mangia solo zollette di zucchero e carote, galoppa e nitrisce molto spesso.
- Vice Sindaco (stagioni 4-5) è colui che dà le informazioni importanti a Capitan Man e Kid Danger. La sua prima apparizione fu nell'episodio "Taglio al budget", dove si scopre che ha una nipote pazza che lavora con lui, alla fine di ogni chiamata dice sempre: "Vi aiuterei ma io sono il vicesindaco, non certo il...sindaco" (come per esempio: io sono il vicesindaco e non il rischio-sindaco). È il patrigno di Bose, membro della Danger Force.

### Cattivi più ricorrenti
- Il Dr. Miniak (guest 1-5) interpretato da Mike Ostroski, doppiato da Carlo Scipioni. è un cattivo che si scaglia sempre contro il team di Capitan Man. Compare la prima volta nell'ep. 1x5, Le lacrime dell'Allegro Maggiolino, per annientare con le lacrime di un insetto, l'unica cosa che lo rendono vulnerabile, Ray. Ricompare nell'ep. 2x1 dove, sempre con la sua assistente Coholt (denominata infermiera), soggiogano Charlotte per distruggere gli eroi. Tornato nel crossover Danger e Thunder, insieme alla sua banda di cattivi, dopo esser stato sconfitto nell'ep. 3x18 (Palloncini per il Man Club) ritorna e con un pretesto si conduce in casa di Henry tenendo come ostaggi Piper, Jasper e due ragazzini, ma gli eroi lo sconfiggono. Torna nel crossover Danger Games dove, cercando di distruggere la carriera del rapper Double G, viene sconfitto e viene (temporaneamente) privato della sua voce e nell'ep. 4x19 partecipa ad una gara di spelling sfidando C. Man e in quanto vince Charlotte (per il 4º anno) vanno con un treciclo a fare un lungo viaggio. Ricompare nella quinta stagione e poi nello spin-off Danger Force.
- Toddler (guest 1-5) interpretato da Ben Giroux, doppiato da Raffaele Palmieri.è un uomo bebè ed è il primo affrontato da Henry, nello speciale L'inizio. Compare altre volte, come nel crossover Danger & Thunder (ep. 2x17-18), dove Max Thunderman vuole prendere la sua arma e in L'invasione di Toddler (ep. 4x16) dove diventa per 45 minuti indistruttibile. Ricompare anche nella quinta stagione e nello spin-off Danger Force. È molto pestifero e cattivo, ma viene spesso preso in giro per la sua immaturità.
- Drex (guest 3-5) interpretato da Tommy Walker, doppiato da Stefano Sperduti. è l'ex-assistente di Capitan Man. Nel doppio episodio L'Ora del Potere compare ed evade di prigione, mettendo a Capitan Man una capsula sulla testa e umiliando Kid Danger sculacciadolo. Dopo aver avuto l'ipermotilità, Kid Danger si vendica e con un marchingegno di Schwoz lo intrappolano. Nel doppio episodio Viaggio nel tempo manca l'elettricità e viaggia per impedire al piccolo Ray di diventare indistruttibile: nonostante non ci sia riuscito, diventa anch'egli indistruttibile con una mano da mostro. Viene sconfitto e mandato nella preistoria: lì addestra dei cavernicoli e torna nel finale di serie (Capitan Drex e Il destino di Danger 1ª e 2ª parte) per vendicarsi di C. Man e K. Danger, i due però lo sconfiggono definitivamente.
- Rick Twitler (guest 5) interpretato da David Blue, doppiato da Emiliano Coltorti. è il fondatore di Twitflash. Nell'ep. 5x6 fa finta di essere rapito dall'Apicoltore per rubare i poteri a C. Man e K. Danger grazie agli elementi (Bioresiduo interdimensionale, gas afflosciante, il decimo latte della torta di Henry, le radiazioni della bomba e il veleno del cactus) che hanno respirato, toccato o (nel caso della torta) mangiato negli episodi Danger Things, Il gas afflosciante, Il compleanno di Henry, Notizia bomba e Cactus Con. Questo perché vuole distruggere internet perché ormai le persone non leggono più neanche un libro. Conosce le identità degli eroi e manda i suoi ladri (i Goons) dalla famiglia di Henry. Conosce anche Charlotte e probabilmente Jasper e Schwoz. Viene alla fine sconfitto, nell'ep. 5x8, e perde la memoria.

## Produzione
La serie venne annunciata dalla Nickelodeon il 13 marzo 2014, per un ordine iniziale di 20 episodi, successivamente aumentati a 26. Il 18 novembre 2014 la serie viene rinnovata per una seconda stagione composta da 18 episodi, anche se inizialmente ne erano previsti 20. Visto il successo della seconda stagione, il 2 marzo 2016 Dan Schneider annuncia la produzione di una terza stagione di 19 episodi. Il 16 novembre 2016, invece, la serie viene rinnovata per una quarta stagione di 22 episodi, inizialmente da 20. Durante l'intervista del suo diciottesimo compleanno ha annunciato l'attore e protagonista di Henry Danger (Jace Norman) che la serie è stata rinnovata per una quinta stagione. Il 26 marzo 2018 Dan Schneider è stato licenziato dalla Nickelodeon, in seguito a delle numerose accuse di molestie. Nonostante il piccolo calo di ascolti che hanno ricevuto i seguenti episodi di Henry Danger dopo il licenziamento del creatore, Nickelodeon ha deciso il 27 luglio 2018 di rinnovare la serie per una quinta stagione di 20 episodi, a differenza di Game Shakers, che invece è stato cancellato e che ha terminato la messa in onda dopo l'ultimo episodio della terza stagione, trasmesso l'8 giugno 2019. Il 3 dicembre 2018 Nickelodeon annuncia che la serie è stata aumentata di 10 episodi portandola a un totale di 117 episodi, di cui 30 nella quinta stagione. Il 3 aprile 2019 Nickelodeon ha aggiunto altri 10 episodi alla quinta stagione, per un totale di 127 episodi della serie, rendendola così la sitcom di Dan Schneider più lunga, superando ICarly (109 episodi). L'11 maggio 2019 è stato annunciato che Frankie Grande ritornerà in un episodio musicale di Henry Danger che è andato in onda il 27 luglio 2019. Il 7 dicembre 2019, Nickelodeon ha iniziato a pubblicizzare che gli "episodi finali" della serie trasmessi a partire da gennaio 2020. È stato annunciato che dopo la quinta stagione la serie finirà, lasciando spazio allo spin-off.

## Episodi
La prima stagione è stata trasmessa negli Stati Uniti su Nickelodeon dal 26 luglio 2014 al 16 maggio 2015. La seconda stagione è andata in onda dal 12 settembre 2015 al 17 luglio 2016, la terza dal 17 settembre 2016 al 7 ottobre 2017, la quarta dal 21 ottobre 2017. La quinta e ultima stagione è stata trasmessa dal 3 novembre 2018 al 21 marzo 2020.
In Italia i primi due episodi della serie sono andati in onda il 5 gennaio 2015 e la trasmissione regolare della prima stagione è proseguita dal 9 marzo al 27 novembre 2015. La seconda stagione è andata in onda dal 1º febbraio 2016 al 12 novembre 2016, la terza dal 20 febbraio al 15 novembre 2017 e la quarta dal 26 febbraio 2018 al 20 febbraio 2019. La quinta stagione è cominciata il 4 marzo 2019, il 20 novembre è andato in onda l'episodio speciale Il Musical e la serie si è conclusa il 27 luglio 2020 all'interno del Pop-up Channel di Nickelodeon +1 chiamato 100% Henry Danger.
| Stagione         | Episodi | Prima TV USA | Prima TV Italia |
| ---------------- | ------- | ------------ | --------------- |
| Prima stagione   | 26      | 2014-2015    | 2015            |
| Seconda stagione | 19      | 2015-2016    | 2016            |
| Terza stagione   | 20      | 2016-2017    | 2017            |
| Quarta stagione  | 22      | 2017-2018    | 2018-2019       |
| Quinta stagione  | 41      | 2018-2020    | 2019-2020       |

## Crossover
Seconda stagione
Nella fine della seconda stagione è stato fatto un crossover con I Thunderman (il doppio episodio Danger e Thunder), dove gli eroi combatteranno contro i cattivi spalleggiati dalla supereroina Phoebe Thunderman (Kira Kosarin).
Quarta stagione
Nei primi 3 episodi della quarta stagione fanno un crossover con Game Shakers (Danger Games), dove il quartetto di creatori di videogiochi aiuterà gli eroi a sconfiggere il Dottor Miniak che voleva sabotare il concerto di Double G, padre di Trip.
Quinta stagione
Nella quinta stagione gli eroi avranno a che fare con il tiranno Ryker, scomparso dal castello di Astoria (Fine di un cavaliere) e arrivato a Swellview, dopo esser stato sconfitto, a causa di un portale di Bill Evil. Ad aiutarli e a fermare Ryker arriveranno i nemici di quest'ultimo: la principessa Ciara e il ladro Arc, che si sono iscritti sotto falsa identità alla scuola di cavalieri. L'unico crossover di un episodio non doppio o triplo, Ciara, Arc e Ryker provengono da Knight Squad.

## Spin-off
Dopo il grande successo della serie venne creato uno spin-off animato intitolato Le avventure di Kid Danger che, con la durata di 3 minuti, fu presentata in anteprima su Nickelodeon il 19 gennaio 2018 e successivamente distribuita il 15 gennaio dello stesso anno. La serie è stata creata da Dan Schneider e tuttora ha avuto 10 episodi in una sola stagione. In Italia la serie è uscita il 21 maggio 2018, successivamente cancellata.
In occasione del finale della serie viene annunciato un altro spin-off, Danger Force diretto da Cooper Barnes e Jace Norman, la cui prima è andata in onda il 28 marzo 2020.

## Film
Il film Henry Danger - Il film è stato pubblicato il 17 gennaio 2025 negli USA dalla Nickelodeon e Paramount+, diretto da Joe Menendez, anche nel film ci sono quasi tutti i protagonisti della serie, l'attore Jace Norman è il protagonista mentre Cooper Barnes fa la sua apparizione solo alla fine del film. È uscito in Italia il 22 febbraio dello stesso anno trasmesso su Nickelodeon e in contemporanea in streaming su Paramount +.

## Riconoscimenti
- 2015 - Kids' Choice Awards
  - Candidatura come migliore show televisivo[5]
- 2016 - Kids' Choice Awards
  - Candidatura come migliore show televisivo[6]
- 2017 - Kids' Choice Awards
  - Premio come migliore show per famiglie[7]
- 2018 - Muahs Awards
  - Premio al miglior trucco in un programma per ragazzi[8]
  - Premio alle migliori acconciature in un programma per ragazzi[8]
- 2018 - Kids' Choice Awards
  - Candidatura come migliore show televisivo
- 2019 - Kids' Choice Awards
  - Candidatura come migliore show televisivo[9]
- 2020 - Kids' Choice Awards
  - Premio come migliore show per famiglie